# Hänsel und Gretel (2006)
Hänsel und Gretel ist ein deutscher Märchenfilm aus dem Jahr 2006. Der Film basiert auf dem Grimm’schen Märchen Hänsel und Gretel und wurde für die ZDF-Reihe Märchenperlen von Kinderfilm produziert.

## Handlung
Hänsel und Gretel spielen im Wald Verstecken und ein Erzähler führt in die Handlung ein.
Die Geschwister leben mit ihrem Vater, einem armen Holzfäller, und ihrer Stiefmutter in einem kleinen Waldhäuschen, in dem sie nicht einmal das Nötigste zum Leben haben. So haben sie keinen Essensvorrat mehr und müssen ihre wenigen Möbel verkaufen, weil der Waldbauer für das Holz des Vaters kein Geld zahlen möchte. Als die Not von Tag zu Tag schlimmer wird, überredet die Stiefmutter den leiblichen Vater, die Geschwister im Wald auszusetzen.
Am nächsten Morgen geht die Familie gemeinsam in den Wald und setzt die Kinder an einem finsteren Platz aus. Hänsel, der pfiffig war, hat Kieselsteine verstreut, um den Weg zurückzufinden, denn die Kinder wissen vom Aussetzen, da sie noch wach waren, als die Eltern dies besprochen hatten. Als es dämmert und die Eltern immer noch nicht da sind, folgen sie mit dem Vollmond der Kieselsteinspur zurück. Sie kommen schließlich zuhause an, aber nur ihr Vater begrüßt ihr Zurückkommen. Die Mutter ist verärgert und findet in Hänsels Tasche die Kieselsteine vor.
Am Abend will Hänsel erneut Kieselsteine sammeln, da die Eltern noch einmal wollen, dass sie sich verirren. Beim Sammeln am Abend wird Hänsel jedoch von der Stiefmutter überrascht, die ihn auf sein Zimmer schickt und ihm die Kieselsteine wütend aus der Hand reißt. Am nächsten Morgen geht die Familie abermals in den Wald und dieses Mal streut Hänsel Brotkrumen von dem Brot, das die Mutter den Kindern mitgab, auf dem Weg aus. Die Krumen werden jedoch von Vögeln gefressen. So verirren sie sich im Wald und schlafen schließlich in einem Blatthaufen unter einem Felsen ein.
Am nächsten Morgen singt ein farbenprächtiger Vogel, dem die Geschwister folgen. Über eine verfallene Brücke, die hinter ihnen zusammenfällt, stoßen sie auf ein Haus aus Lebkuchen. Die Bewohnerin des Häuschens, eine Hexe, lädt die Kinder zum Essen ein. Trotz Gretels Bedenken besteht Hänsel darauf, der Einladung zu folgen. Am Morgen wird Hänsel von der Hexe in einen Käfig gesperrt. Gretel muss hart arbeiten und fragt sich, wieso Hänsel so gut zu essen bekommt, wo er doch viel besser als sie arbeiten könne. Schließlich bekommt sie heraus, dass schon andere Kinder vor ihnen hier waren, die von der Hexe verspeist wurden. Sie teilt Hänsel ihre Gedanken mit. Als die sehschwache Hexe ihn auffordert, seinen Finger betasten zu lassen, um zu sehen, ob er schon fett genug ist, hält er ihr einen abgenagten Knochen hin.
Gretel versucht, Hilfe zu holen, findet aber keinen Weg aus dem Wald hinaus. Erst am angesetzten Schlachttag gelingt es ihr durch eine List, die Hexe in den Ofen zu schieben und ihr vorher den Schlüssel zu Hänsels Käfig zu entreißen. Nachdem sie Hänsel befreit hat, finden die Kinder im Gemach der Hexe eine gefüllte Schatztruhe und nehmen einen Teil davon mit. So beladen finden sie mit Hilfe einiger Tiere des Waldes zum Vater zurück, der sich sehr über die Ankunft seiner Kinder freut und verspricht, sie nie wieder im Wald auszusetzen. Sie breiten ihren Schatz vor seinen erstaunten Augen aus. Der Erzähler teilt mit, dass die Stiefmutter mittlerweile verstorben ist.

## Hintergrund
Der Film wurde vom 8. März 2005 bis zum 21. April 2005 rund um den Thüringer Wald, unter anderem in Elgersburg, Friedrichroda, Georgenthal, Manebach, Mühlberg, Schnepfenthal und Tambach-Dietharz gedreht.
Die TV-Premiere fand am 28. Mai 2006 bei KiKA statt.

## Kritik
„Atmosphärisch dichte Adaption des bekannten Märchens der Brüder Grimm um zwei Geschwisterkinder, die von ihren Eltern im Wald ausgesetzt werden und in die Fänge einer bösen Hexe geraten. Regisseurin Anne Wild lässt sich konsequent ohne Modernisierung oder Verniedlichung auf den Stoff des Märchens und dessen besonderen, anti-psychologischen und anti-realistischen Erzählgestus ein. Eine spannende, atmosphärisch dichte "German Ghost Story", die paradigmatisch kindliche Ängste und deren Überwindung thematisiert, für kleinere Kinder allerdings verstörend sein könnte.“

## Auszeichnungen
- Internationales Fernsehfestival Bratislava 2007: Prix Danube
- Internationales Filmfestival für Kinder und Jugendliche Montevideo 2006: Divercine Unicef Award